# Dendrobium protractum
Dendrobium protractum är en orkidéart som beskrevs av Elizabeth Anne Dauncey. Dendrobium protractum ingår i släktet Dendrobium, och familjen orkidéer.
Artens utbredningsområde är Papua Nya Guinea. Inga underarter finns listade i Catalogue of Life.